# Museo Municipal Vicenç Ros

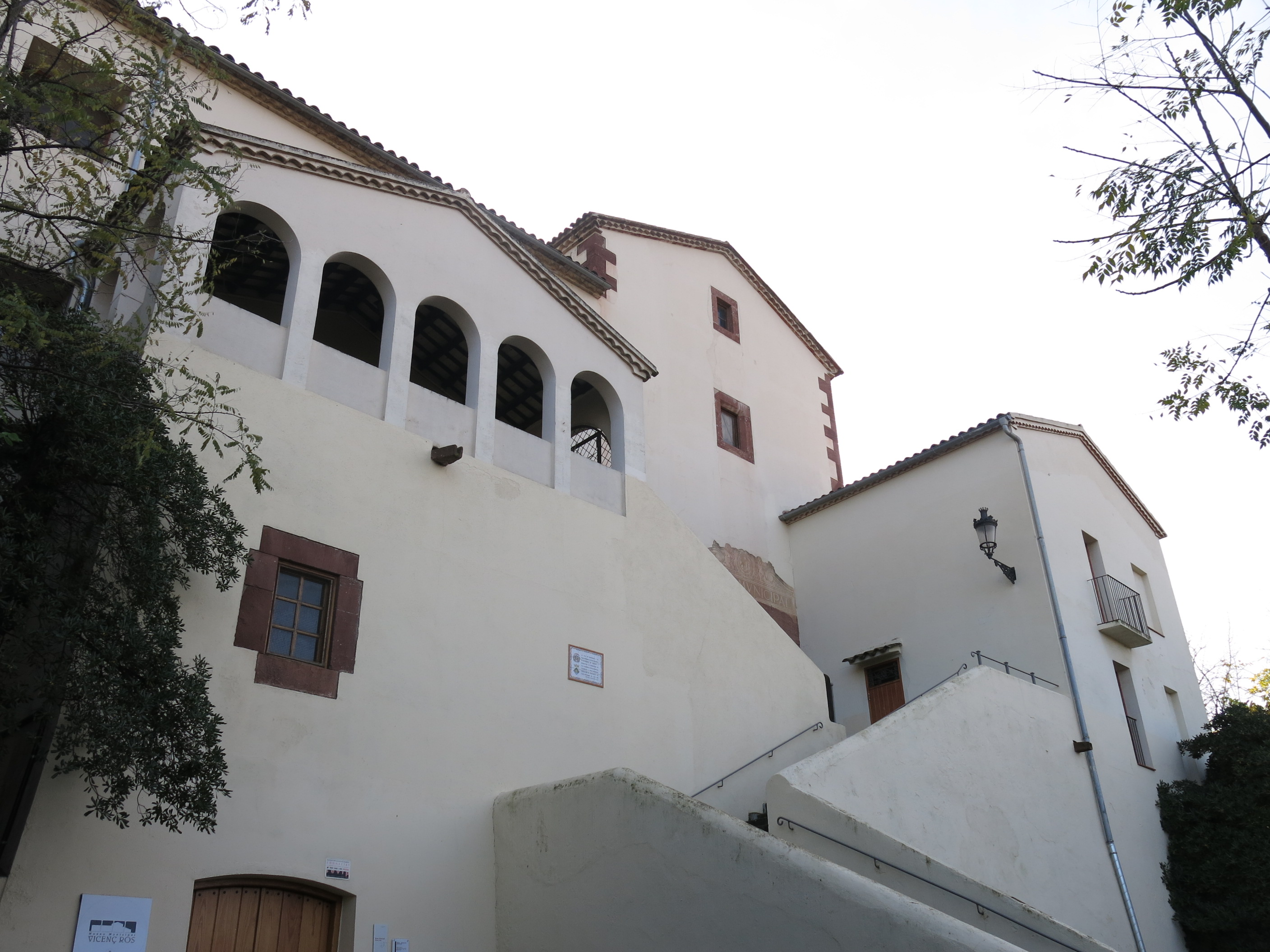
Museo

El Museo Municipal Vicenç Ros, en Martorell (Bajo Llobregat), ocupa parte de las dependencias del antiguo convento de los capuchinos, del siglo XVII, y forma parte de la Red de Museos Locales de la Diputación de Barcelona. Inaugurado en 1945, el museo tiene sus orígenes en la donación por parte de Vicenç Ros i Batllevell (1883-1970) de su importante colección de cerámica. Con el tiempo, se han ido configurando y ampliando los diferentes fondos del museo: el etnológico, el de arte, el arqueológico, el arquitectónico y el documental. Desde 1989 se han llevado a cabo distintas fases de restauración del fondo de cerámica y de rehabilitación del edificio, que se ha culminado con la remodelación de la exposición permanente y la supresión de barreras arquitectónicas.

## El antiguo convento de los capuchinos
El antiguo convento de los capuchinos de Martorell se construyó entre 1687 y 1700. Los frailes capuchinos lo ocuparon hasta 1835, cuando el convento fue saqueado e incendiado; posteriormente fue reutilizado como caserna, como escuela de niñas a cargo de las Mercedarias (1861-1870) y como escuela pública (1845-1935). Parte de las dependencias desaparecieron con la construcción de la nueva escuela, obra de Josep Lluís Sert, y el resto del convento quedó abandonado hasta 1945, cuando se instaló el museo. Este ocupa la antigua iglesia, de una sola nave, parte de las celdas de los frailes y otras dependencias como la bodega y espacios de almacén.

## Colección[2]

### Cerámica
El fondo de cerámica es el más extenso del museo y está integrado por dos colecciones: la de Vicenç Ros y la de Joaquim Mir. Lo conforman 350 piezas de procedencia y estilos diversos, con predominio de los platos, y cerca de 15.000 azulejos de distintas épocas y estilos. 

### Elementos arquitectónicos y escultóricos
Entre los elementos arquitectónicos y escultóricos del museo, de procedencia diversa, destacan las gárgolas de la antigua iglesia parroquial de Santa María de Martorell y un relieve gótico del convento de las monjas jerónimas de Barcelona, así como capiteles, pilas de agua bendita, escudos, sarcófagos, lápidas sepulcrales y algunos elementos procedentes de San Jerónimo del Valle de Hebrón.

### Fondo de arte
El núcleo del fondo de arte lo conforman los óleos, acuarelas y dibujos de Lluís, Pau y Agustí Rigalt donados por Miquel Bultó. Destacan también los dibujos de Jaume Amat i Bargués y los óleos de Planas Doria, Miquel Salas y Josep Amat i Gaspar.

### Fondo etnológico
El fondo etnológico es, tras el de cerámica, el más importante del museo; cuenta con talleres completos de alpargatero, sillero, tonelero, albardero y alfarero, así como un conjunto de herramientas del campo y de oficios diversos.

### Otros fondos
El museo también cuenta con un fondo geológico, con materiales fósiles de procedencias diversas, y un fondo numismático, la mayor parte del cual desapareció en un robo en 1982.